# Gyaritus fulvopictus
Gyaritus fulvopictus là một loài bọ cánh cứng trong họ Cerambycidae.